# It Isn't, It Wasn't, It Ain't Never Gonna Be
It Isn't, It Wasn't, It Ain't Never Gonna Be è un duetto fra la cantante R&B/soul Aretha Franklin e Whitney Houston. Estratto come singolo dall'album della Franklin Through the Storm, non ha avuto particolare successo raggiungendo al massimo la posizione #41 nella Billboard Hot 100 e la #29 nella classifica inglese.

## Tracce
1. It Isn't, It Wasn't, It Ain't Never Gonna Be - 4:49
2. Think - Aretha Franklin 3:39